# Niki Rüttimann
Niki Rüttimann (Thal, 18 d'agost de 1962) és un ciclista suís, ja retirat, que fou professional entre 1984 i 1990. En el seu palmarès destaca la victòria a la Clàssica de Sant Sebastià de 1984, en el que era el seu primer any com a professional, i una etapa al Tour de França de 1986, any en què acabà en 7a posició de la classificació general.

## Palmarès
- 1980
  - 1r al Gran Premi Rüebliland
- 1982
  - 1r al Gran Premi Guillem Tell i vencedor de 2 etapes
- 1984
  - 1r a la Clàssica de Sant Sebastià
- 1985
  - 1r a la París-Bourges
- 1986
  - 1r a l'Etoile de Bessèges
  - 1r al Tour Midi-Pyrénées
  - Vencedor d'una etapa al Tour de França
- 1987
  - Vencedor d'una etapa al Tour de Romandia
  - Vencedor d'una etapa al Critèrium del Dauphiné Libéré
- 1988
  - Vencedor de 2 etapes al Critèrium del Dauphiné Libéré

### Resultats al Tour de França
- 1984. 11è de la classificació general
- 1985. 13è de la classificació general
- 1986. 7è de la classificació general. Vencedor d'una etapa
- 1987. Abandona (22a etapa)
- 1988. 43è de la classificació general
- 1989. Abandona (17a etapa)
- 1990. Abandona (17a etapa)

### Resultats al Giro d'Itàlia
- 1986. 9è de la classificació general